# 真夜中を突っ走れ
「真夜中を突っ走れ」（まよなかをつっぱしれ、英語: Whatever Gets You Thru The Night）は、1974年に発表されたジョン・レノンの個人名義第4作アルバム『心の壁、愛の橋』に収録された楽曲およびシングル曲である。
主な演奏者は以下のとおり。エルトン・ジョン（バッキング・ボーカル、ピアノ、オルガン）、ジェシ・エド・デイヴィス（ギター）、ジム・ケルトナー（ドラムズ）、クラウス・フォアマン（ベース）、ケニー・アスチャー（クラビネット）、ボビー・キーズ（テナー・サックス）など。

## 概要
アルバムからの最初のシングル曲として発表され、アメリカのビルボード（Billboard）誌では、1974年11月16日に、週間ランキング第1位を獲得。ビルボード誌1974年年間ランキングは第84位。B面は「ビーフ・ジャーキー」。
ジョンは『イマジン』でビルボードのアルバムチャート1位になった事があるが、シングルは最高3位であったため、これが初の1位シングル曲である。
ジョンはこの曲が1位になったお礼に、1974年11月29日にエルトン・ジョンのマディソン・スクエア・ガーデンでのコンサートに参加し、「アイ・ソー・ハー・スタンディング・ゼア」を演奏した。また、これには逸話があり、ジョンは「何万年かかったって、売れなさそうなもんさ。1位になんてなれない」と読み、冗談でこの約束を取り交わしたところ、予想に反し1位になってしまった。このコンサートには別居中のオノ・ヨーコがエルトン・ジョンの手引きで観に来ており終了後楽屋で再会、「失われた週末」に終止符を打ったのである。なお、この曲が1位になったお礼として、今度はエルトンの録音にジョンが参加し、またも1位になった。それが「ルーシー・イン・ザ・スカイ・ウィズ・ダイアモンズ」である。
2005年発表のリマスター版「心の壁、愛の橋」には1974年11月29日のライブで演奏されたバージョンがボーナス・トラックとして収録されている。